# جامعة النيل (السودان)
تقع جامعة النيل في حي الجامعة شرق النيل خلف كبري المنشية.
الكلية مؤهلة وتتم توسعتها لاضافة كليات أخرى وتقدم تخفيضات للطلبة المتفوقين.
اسعار الكليات الطبية (الطب والصيدلة والاسنان) هو 33000 جنيه عدا التمريض والمختبرات.
الدراسة في بكالريوس الطب والجراحة 6 سنوات.
الدراسة في بكالريوس الاسنان 5 سنوات + الصيدلة.
الدراسة في بكالريوس التمريض والمختبرات الطبية 4 سنوات.
الدفع يكون في البنك السوداني الفرنسي.
مؤخرا احتفلت الكلية في 25/1/2014 بتخريج أول دفعة من كلية الطب والجراحة.

## الكليات
- كلية الطب والجراحة.
- كلية المختبرات الطبية.
- كلية الصيدلة.
- كلية طب الاسنان.
- كلية التمريض.
- كلية الحاسوب.
- تقنية معلومات
- كليه نظم المعلومات الصحيه
- كليه نظم المعلومات الاداريه
- كلية إدارة الأعمال.